# Michel Pont
Michel Pont (Genève, 19 juni 1954) is een Zwitsers voormalig voetballer en voetbalcoach die speelde als middenvelder. Hij is de vader van Tibert Pont.

## Carrière
Pont maakte zijn debuut voor Étoile Carouge in 1974 en speelde er tot in 1979 toen vertrok hij voor een jaar naar CS Chênois. Nadien speelde hij nog tot 1982 voor Étoile Carouge.
Na zijn spelerscarrière werd hij coach en stond aan het roer van CS Chênois, Étoile Carouge en FC Lugano eind jaren '80 begin jaren 90'. Van 2001 tot 2014 was hij assistent bij de nationale ploeg onder Jakob Kuhn en Ottmar Hitzfeld.